# Google資訊公開報告
Google資訊公開報告是Google为使大众瞭解法律和政策如何影響網際網路使用者以及網路資訊傳播而提供的一个网站。其中「安全瀏覽」專區列出了各種惡意程式和詐騙網站攻擊來源的相關資訊，包含「安全瀏覽」警告、全球各地的惡意程式代管網站、網站擁有者清理網站惡意程式後，網站再次受到感染的速度，以及其他相關資訊。